# Řád říšské koruny
Řád říšské koruny, celým názvem Nejvznešenější řád říšské koruny (malajsky Darjah Utama Seri Mahkota Negara) je malajské federální vyznamenání založené roku 1958.

## Historie a pravidla udílení
Řád byl založen 16. srpna 1958. Udílen je v jediné třídě. Počet žijících členů řádu je omezen na 30. 15 z celkového počtu je určeno pro cizí prince, hlavy států a další významné osobnosti. Cizinci se stávají pouze čestnými členy řádu. S udělením řádu se nepojí žádný zvláštní titul, příjemci však mohou za jménem používat postnominální písmena D.M.N.

## Insignie
Řádový odznak má tvar zlaté pěticípé hvězdy se zdobenými cípy. Uprostřed je žlutě smaltovaný kulatý medailon. V něm je ve spodní částí zlatý půlměsíc a nad ním barevně smaltovaná zlatá královská koruna. Odznak se nosí na široké stuze spadající z levého ramene na protilehlý bok.
Řádový řetěz se skládá ze 24 článků spojených dvojitým řetízkem. Uprostřed řetězu jsou dva zkřížené krisy, dýky pocházející z Jávy a rozšířené v jihovýchodní Asii.
Řádová hvězda je zlatá, devíticípá s diamantovými fazetami, na které je umístěna devíticípá listová ornamentální hvězda s medailonem uprostřed, který je stejný jako u řádového odznaku.
Stuha z hedvábí je žlutá s červeným pruhem uprostřed. Na obou okrajích je lemována trojicí úzkých proužků v barvě tmavě modré, bílé a tmavě modré.